# Ann Arleklo
Ann Ulla Arleklo, född 16 juni 1953 i Sofia församling i Jönköping, är en svensk politiker (socialdemokrat). Hon var ordinarie riksdagsledamot 2006–2014, invald för Skåne läns västra valkrets.
I riksdagen var hon ledamot i socialutskottet 2010–2014. Hon var även suppleant i civilutskottet, socialförsäkringsutskottet, socialutskottet och sammansatta justitie- och socialutskottet samt ersättare i riksdagens ansvarsnämnd 2013–2015.